# Colville (Nouvelle-Zélande)
Pour les articles homonymes, voir Colville.
La ville de Colville est une petite localité de la péninsule de Coromandel située dans l’Île du Nord de la Nouvelle-Zélande.

## Situation
Elle est située à 26 kilomètres au nord de la ville de Coromandel et est la ville la plus au nord de toutes celles de la péninsule.
Au-delà, se situe à 28 kilomètres par une route sommaire, le petit village de Port Jackson, tout près du point le plus au nord-ouest de la péninsule, qui est le cap Colville (en) et à 20 km de Port Charles sur le côté nord-est.

## Activités économiques
La ville est un centre de service et social pour l’ensemble de la région avec un magasin de type coopérative, un centre postal, une brigade de pompiers volontaires, une école, un centre communal et diverses maisons. 
Juste au-delà de la ville, commence la chaîne de Te Moehau (en), qui forme la masse de l’extrémité nord de la Péninsule de Coromandel et comporte des zones écologiques de grande valeur, comprenant une population de l’espèce menacée des Kiwi de Mantell.

## Toponymie
Le nom de Colville vient du nom du cap, qui lui-même lui fut donné par le capitaine James Cook  le 18 novembre 1769, d’après le nom du contre Amiral Lord Colville, sous les ordres duquel Cook avait servi précédemment dans le cadre de la Royal Navy .
Colville était aussi connu comme la Baie des choux, bien que cela fasse référence aux Arbre à choux présents dans la baie.

## Histoire
Le centre-ville de Colville grossit à la suite de la construction d’un magasin général avec un garage automobile sur le côté . 
Celui-ci fut construit par  Richard (Dick) Goudie, un homme du pays, dont les grands-parents s’étaient installés dans la Baie des Choux.
Dick Goudie a, plus tard, mis en place un service de taxis dans la ville, étant le premier à conduire un véhicule à moteur circulant au-dessus du nouveau pont de Papa Aroha, qui ouvre la voie vers la partie nord de la péninsule de Coromandel.
La prospection pour la recherche des pierres semi-précieuses telles que la cornaline et l’exploitation des troncs de kauri sont des activités importantes pour les habitants de la ville .
Un autre membre de la famille Goudie, John, développa quelques années plus tard un terrain automobile à quelques kilomètres au nord de la ville.
Les îles Motukawao (en) se trouve à cinq kilomètres de la côte vers le sud-ouest de Colville.

## Éducation
L’école de Colville School est une école primaire mixte allant de l’année 1 à 8 avec un taux de décile de deux  et un effectif de 37 élèves  en mars 2019.

## Autres lectures
- (en) A. W. Reed, The Reed Dictionary of New Zealand Place Names, Auckland, Reed Books, 2002 (ISBN 0-7900-0761-4).

- New Zealand Gazetteer